# Fakse Bugt
Fakse Bugt – zatoka Morza Bałtyckiego, położona u wybrzeży Danii, na południowo-wschodnim wybrzeżu wyspy Zelandii, pomiędzy półwyspem Stevns a wyspą Møn. Od fiordu Præstø oddziela ją półwysep Feddet. W środkowej części zatoka osiąga głębokość około 15 metrów. Nad zatoką są położone miejscowości Præstø, Rødvig oraz Faxe Ladeplads.